# Agustín Ocampo
Lucas Agustín Ocampo Galván (Paso de los Toros, 23 de noviembre de 1997) es un futbolista uruguayo. Juega de mediocampista y su equipo actual es el Club Plaza Colonia de la Primera División de Uruguay, a préstamo desde Platense.

## Carrera
Surgido desde la cantera del club, Ocampo debutó en la Primera División de Uruguay en el Liverpool Fútbol Club el 21 de julio de 2018, sustituyendo a Federico Martínez en el minuto 79 en el empate 1-1 con Club Atlético Cerro. Marcó su primer gol con el club la temporada siguiente, anotando en el minuto 40 de la victoria por 3-1 sobre el Montevideo Wanderers.
En mayo de 2021, Ocampo se unió al club chileno Club de Deportes Antofagasta luego de ser liberado del Liverpool.
El 16 de agosto de 2023, fue anunciado como fichaje en Platense, procedente de Antofagasta, luego de haber jugado por última vez en Fénix y firmó hasta 2027.

## Estadísticas

### Clubes
| Club                        | País      | Año           |
| --------------------------- | --------- | ------------- |
| Liverpool                   | Uruguay   | 2018-2020     |
| Deportes Antofagasta        | Chile     | 2021-2023     |
| Racing (cedido)             | Uruguay   | 2022          |
| Defensor (cedido)           | Uruguay   | 2022          |
| Fénix (cedido)              | Uruguay   | 2023          |
| Platense                    | Argentina | 2023-         |
| Club Plaza Colonia (cedido) | Uruguay   | 2025-presente |